# Alexander von der Goltz
Alexander Georg Theodor Karl Freiherr von der Goltz (* 13. Juli 1832 in Düsseldorf; † 24. November 1912 in Straßburg) war ein deutscher Jurist und Politiker.

## Herkunft
Sein Großvater war der Generalmajor Alexander Wilhelm von der Goltz (1774–1820). Seine Eltern waren der preußische Oberstleutnant und Schriftsteller Alexander Friedrich Philipp Wilhelm von der Goltz (* 7. Mai 1800; † 28. April 1870) und dessen Ehefrau  Anna (Johanne) Marie Ottilie Göbel (* 30. Juni 1804; † 22. Mai 1864). Seine Brüder waren, der Theologe und Kirchenpolitiker Hermann von der Goltz sowie der Agrarwissenschaftler Theodor von der Goltz.

## Leben
Nach dem Besuch des Gymnasiums in Koblenz studierte er Rechtswissenschaften in Bonn. Während seines Studiums wurde er 1853 Mitglied der Bonner Burschenschaft Frankonia. Nachdem er 1859 als Assessor bei der Regierung in Koblenz sein Berufsleben begonnen hatte, wurde er von 1861 bis 1872 Landrat des Kreises Mettmann. Von 1870 bis 1872 war er Abgeordneter des Preußischen Abgeordnetenhauses, wo er sich nach einiger Zeit dem Liberalen Zentrum anschloss. Ab 1872 war er Kreisdirektor im Kreis Saargemünd, ab 1880 Ministerialrat in der Abteilung des Inneren und ab 1882 in der Justizabteilung, wo er als Leiter und Ressortchef für das Gefängniswesen und die Zwangserziehung zuständig war. Von 1901 bis 1907 war er Kreisdirektor im Kreis Diedenhofen-Ost, dann bis 1912 im Kreis Zabern und dann bis zu seinem Tod im Landkreis Straßburg. 1902 wurde er Präsident des Kaiserlichen Rates im Reichsland Elsaß-Lothringen. Er wurde Wirklicher Geheimer Oberregierungsrat und Ehrendoktor der Theologie (Dr. theol. h. c.). Er war Mitglied des Direktoriums der Kirche Augsburgischer Konfession sowie Präsident des Unterelsäßischen Fürsorgevereins.

## Familie
Von der Goltz heiratete am 2. November 1861 in Wernigerode Albertine Mathilde Auguste Charlotte von Sommerfeld (1835–1906), Tochter des preußischen Generalmajors Ernst von Sommerfeld und der Juliane Gebser. Das Ehepaar hatte drei Söhne:
- Hans Alexander Ernst August (* 2. Juli 1864; † 4. Dezember 1941) Oberkonsistorialpräsident

⚭ Gertraud von Schulze-Gävernitz (1870–1917)
⚭ Anna Elisabeth Emma Georgine Magdalene von Sommerfeld (1884–1937)
- Alexander Theodor Engelbert Hardwig (* 14. September 1867)
- Waldemar Alexander Gustav Maximilian (* 8. Juni 1870; † 14. September 1948) ⚭ Susanna Fehling (* 30. September 1884)